# Jira Bulahi Bad

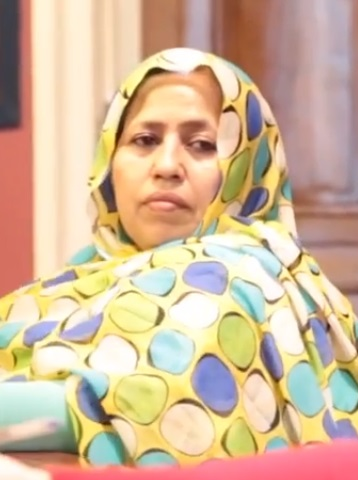
Jira Bulahi Bad (2017)

Jira Bulahi Bad (* 20. Juni 1965 in El Aaiún) ist eine sahrauische Ingenieurin, Politikerin und Aktivistin. Seit 2016 ist sie Vertreterin der Frente Polisario in Spanien.

## Leben
Bad wurde am 20. Juni 1965 in El Aaiún geboren, damals Teil der spanischen Kolonie Saguia el Hamra, welche wiederum Teil der spanischen Sahara war.
Nach dem Grünen Marsch im November 1975 floh Bad mit ihrer Familie nach Tindouf, Algerien, nahe der mauretanischen, westsaharischen und marokkanischen Grenze. Sie schloss dort die High School ab und benutzte ein Stipendium, um in Kuba Elektrotechnik zu studieren. Nach ihrer Rückkehr schloss sie sich verschiedenen saharauischen politischen und sozialen Organisationen an, wie der saharauischen Jugendunion und der Organisation La Cooperativa Unidad Nacional Mujeres Saharauis, in denen sie Führungspositionen innehatte.
In den Jahren nach ihrer Rückkehr beschäftigte sich Bad mit internationalen Beziehungen. Nachdem sie einen Master-Abschluss in Internationaler Zusammenarbeit an der Universität Alicante in Spanien erworben hatte, wurde sie Repräsentantin der Frente Polisario in Schweden. 2016 wurde sie zur Vertreterin der Frente Polisario in Spanien.
Bad ist Mutter zweier Kinder. 